# میلتون بابیت
میلتون بابیت (انگلیسی: Milton Babbitt؛ ۱۰ مهٔ ۱۹۱۶ – ۲۹ ژانویهٔ ۲۰۱۱) یک ریاضی‌دان، نظریه‌پرداز موسیقی، موسیقی‌دان، آهنگساز و استاد دانشگاه اهل ایالات متحده آمریکا بود.
او دانش‌آموختهٔ دانشگاه نیویورک و شهرتش به‌واسطهٔ فعالیت‌هایش در زمینهٔ سریالیسم و موسیقی الکترونیک بود. وی در آغاز به تحصیل در ریاضیات در «دانشگاه پنسیلوانیا» پرداخت، اما آنرا نیمه‌تمام رها کرد و به تحصیلات آکادمیک در رشتهٔ موسیقی روی آورد و بعدها استاد همین رشته در «دانشگاه پرینستون» و «مدرسه جولیارد» شد. با این‌حال، میلتون بابیت از ریاضیات دست نکشید و در دوران جنگ جهانی دوم مشغول انجام تحقیقات ریاضی در واشنگتن دی‌سی بود.
میلتون بابیت از اعضای فرهنگستان هنر و علوم آمریکا، از برندگان کمک‌هزینه گوگنهایم و همچنین عضو افتخاری «آکادمی سلطنتی موسیقی» بود.